# Misión de Nombre de Dios
La Misión de Nombre de Dios es una misión católica española en San Agustín, Florida, Estados Unidos, en el lado oeste de la Bahía de Matanzas. Es parte de la diócesis de San Agustín.
La misión tiene sus orígenes el 8 de septiembre de 1565, cuando el almirante Pedro Menéndez de Avilés desembarcó con un grupo de colonos para fundar San Agustín. El Padre Francisco López de Mendoza Grajales, quien era el capellán de la expedición, celebró la primera Misa de Acción de Gracias en el lugar. Una misión franciscana formal fue fundada cerca de la ciudad en 1587, tal vez la primera misión en el territorio continental de Estados Unidos.La misión sirvió a los pueblos cercanos de Mocama, un grupo timucua , y estaba en el centro de un cacicazgo importante a finales del siglo XVI y XVII.
Una capilla fue abierta en 1965, la gran cruz fue levantada en 1966. En 2010 abrió el museo, también posee un santuario católico creado en 1914 réplica del original del siglo XVI destruido por los ingleses en 1728.